# NGC 3149
NGC 3149 (другие обозначения — ESO 19-1, IRAS10043-8010, PGC 29171) — спиральная галактика (Sb) в созвездии Хамелеона. Открыта Джоном Гершелем в 1835 году.
Этот объект входит в число перечисленных в оригинальной редакции «Нового общего каталога».
Галактика находится в 1,3 градусах к северо-востоку от звезды 5-й величины Дзета Хамелеона. Эту галактику трудно наблюдать в любительский телескоп и она выглядит как едва заметное туманное пятно овальной формы.